# 镇远县
镇远县位于贵州省东部，为黔东南苗族侗族自治州辖县，邻接湖南省。全县总面积1878平方公里，辖12个乡镇和1个省级经济开发区，共有110个行政村、12个社区和4个居委会。2010年全县常住人口为203735人，各少数民族占47.18%。镇远是古代中原通往云贵高原及东南亚交通要道上的一座苗疆古城和军事重镇。1986年被定为国家历史文化名城。

## 历史
原为侗族、苗族人的聚居地。南宋始设镇远沿边溪洞招讨使司。元改为镇远军民府，并设附郭安夷县。明洪武年间置镇远州及镇远卫。永乐年间增设镇远府，府、州、卫同城。弘治年间，镇远卫改为县。1913年废府存县。1956年设立了黔东南苗族侗族自治州，最初州府设在镇远，1958年迁往凯里。

## 地理
镇远地处中原通往云贵高原的咽喉要道，山川险峻，为西南边塞的军事、交通重镇，素有“滇楚锁钥”之称。

## 行政区划
镇远县下辖8个镇、3个乡、1个民族乡：
㵲阳镇、蕉溪镇、青溪镇、羊坪镇、羊场镇、都坪镇、江古镇、金堡镇、涌溪乡、报京乡、大地乡和尚寨土家族乡。

## 交通

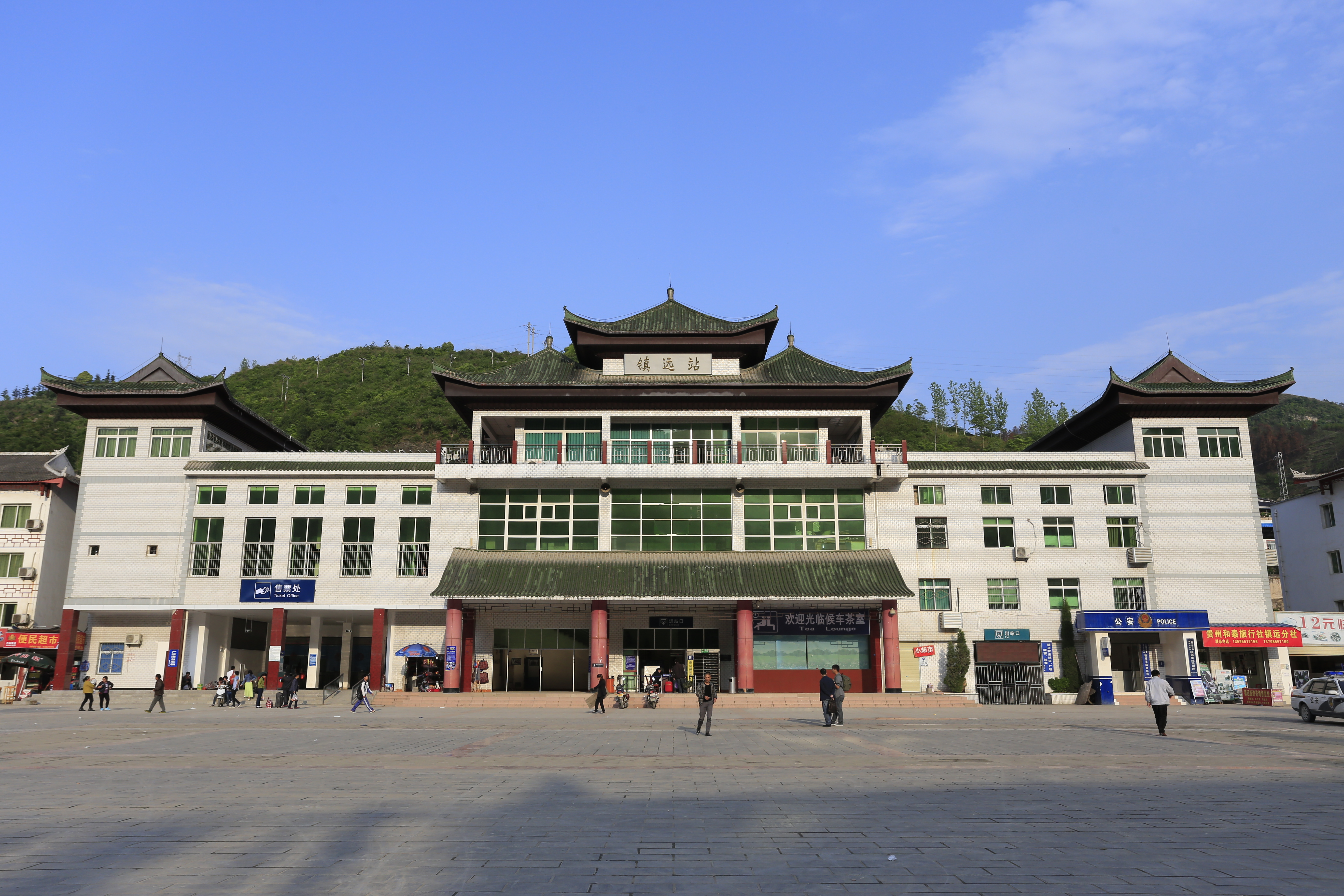
沪昆铁路镇远站

- 沪昆铁路

## 人口
2010年第六次人口普查全县常住人口为203735人。汉族人口为107618人，占52.82%；各少数民族人口为96117人，占47.18%。

## 经济
全县经济以农业为主，主产水稻、玉米、小麦、油桐、板栗等。特产有“陈年道茶”和刺绣。

## 风景名胜
县城所在的㵲阳镇位于㵲阳河畔，四周皆山，河水蜿蜒，以“S”形穿城而过，北岸为旧府城，南岸为旧卫城，远观颇似太极图。两城池皆为明代所建，现尚存部分城墙和城门。城内外古建筑、传统民居、历史码头数量颇多，其中全国重点文物保护单位有青龙洞、和平村旧址、镇远城墙。城东的青龙洞，是一组规模宏大的明清建筑群。此外，沿㵲阳河畔还有天后宫、吴王洞、石屏山、铁溪等旅游景点。根据著名作家海岩的小说拍摄的电视连续剧《河流如血》（又名《金耳环》），剧中以古朴美丽给观众留下深刻印象的“老家”外景地就是镇远城。
- 青龙洞
- 和平村旧址
- 镇远城墙